# Francesco Alesi

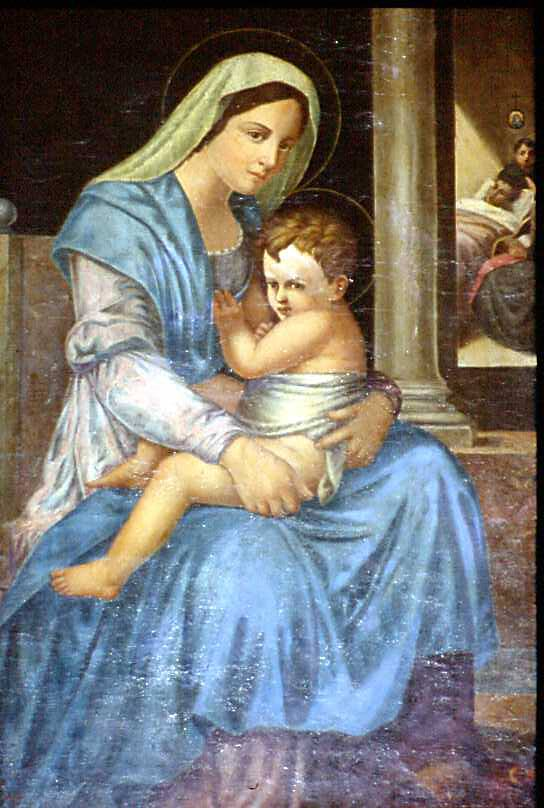
Madonna della Salute, tela di F. Alesi, Chiesa di San Francesco d'Assisi (Alcamo)

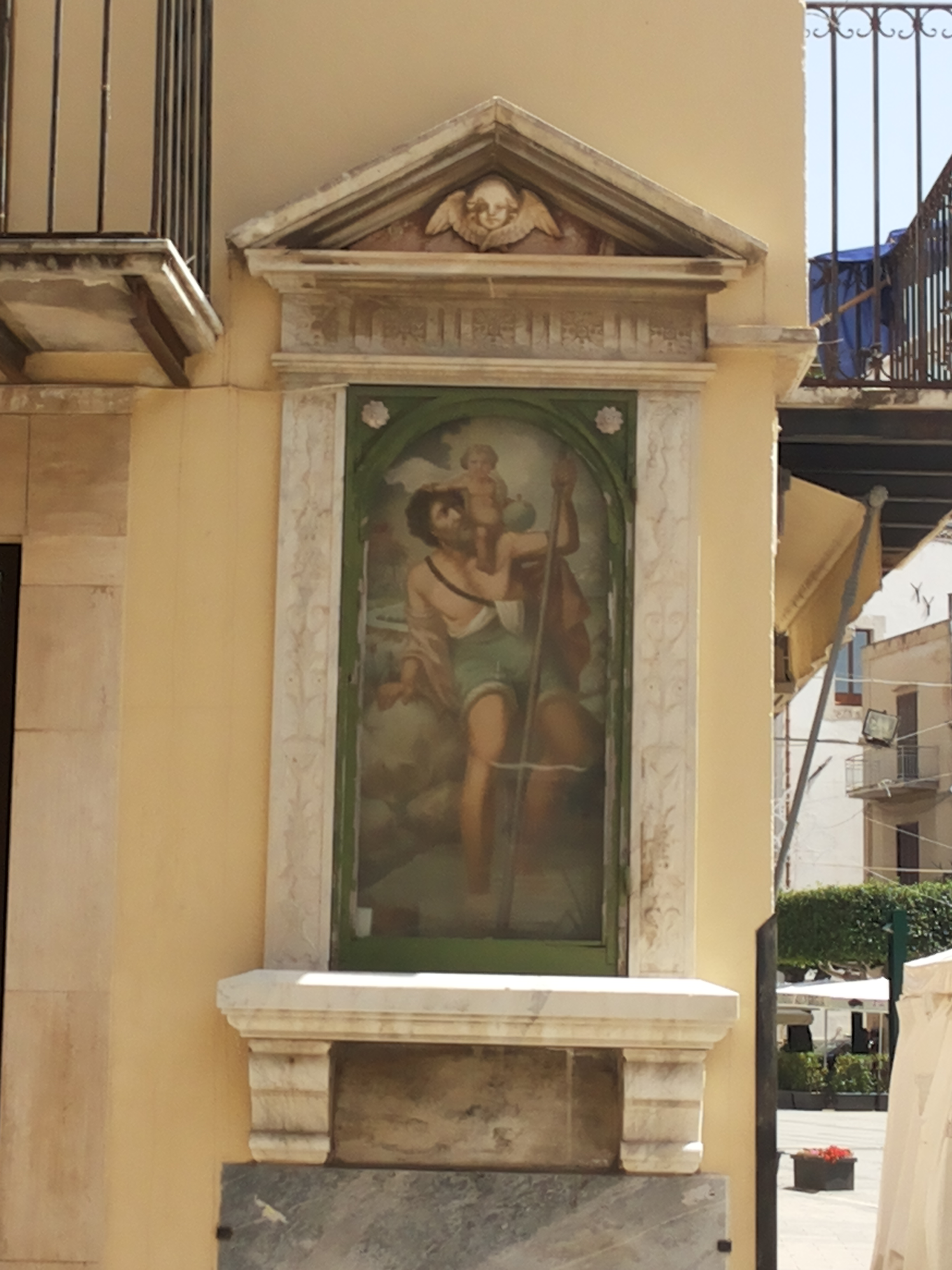
San Cristoforo, opera di F.Alesi; angolo Corso 6 Aprile-Piazza Ciullo

Francesco Alesi (Alcamo, 25 giugno 1873 – 12 giugno ...) è stato un pittore italiano.

## Biografia
Francesco Alesi era originario di Alcamo nella Provincia di Trapani; fu ordinato sacerdote il 24 maggio 1902 e divenne professore di disegno presso le Scuole Tecniche e Professionali. Fu anche cappellano della Pia Opera Pastore di Alcamo.
Operò nel campo della pittura, realizzando dei quadri abbastanza riusciti con soggetti di natura morta o di paesaggi, ma non eccelse nei ritratti.
Durante la prima guerra mondiale fu addetto alla Sanità.
Le sue opere rivelano il gusto per la semplicità e la vivacità; i suoi quadri si trovano in diverse chiese di Alcamo: nella Chiesa di Santa Maria del Soccorso, Chiesa di Sant'Anna, Chiesa di Santa Maria di Gesù, basilica di Santa Maria Assunta e Chiesa di San Francesco d'Assisi.
Fra le sue opere sono da ricordare: 
- Sant'Angela Merici (1905), sacrestia della Chiesa di Santa Maria del Rosario[2]
- Santissima Trinità (1925), nella Chiesa di Santa Maria del Soccorso
- Sant'Onofrio, dipinto che si trova nella stessa chiesa
- Santa Elisabetta (regina d'Ungheria), nella sacrestia della Chiesa di Sant'Anna[1]
- Madonna della Salute (1941), Chiesa di San Francesco d'Assisi
- Transito di Maria Vergine, tela presso la casa del professore Carlo Cataldo[2]
- San Cristoforo (nella edicola all'angolo fra Corso 6 Aprile e Piazza Ciullo)
- Ritratti del vescovo Nicola Maria Audino e dell'arciprete Manno[1]
- Stefano e Giuseppe Triolo di sant'Anna, presso la casa Riccobono

Nella Chiesa del santo Angelo Custode ci sono:
- San Benedetto, tela
- Santa Scolastica, tela
- San Benedetto e santa Scolastica a colloquio, tavola
- Santa Cecilia, tavola probabilmente realizzata dal sac. Alesi.[2]

All'interno della sacrestia e nel parlatorio del Palazzo della Pia Opera Pastore si trovano questi dipinti di Alesi:
- San Giovanni Gabriele Perboyre (1926), tela in cui è raffigurato un giovane missionario vincenziano con abito talare con braccia conserte,  mantiene una palmetta con la sinistra e con la destra abbraccia la croce.[3]
- San Francesco Regis Clet (1924): tela che rappresenta un giovane missionario poggiato su una croce splendente di luce, con la destra sul petto e con la sinistra a sostenere una palma.
- Santa Luisa di Marillac: in questa tela la Santa è in ginocchio con la corona e una croce in mano, in atto di contemplare una statua della Madonna. Dietro di lei si vedono due suore mentre soccorrono i poveri.[3]

Il critico letterario Giuseppe Cottone così lo ricordava: Il Sac. Francesco Alesi fu caro al nostro popolo; gli diede l'esempio di un grande amore per l'arte della pittura che coltivò tutta la sua esistenza.